# 奥马尔清真寺 (耶路撒冷)
奥马尔清真寺（阿拉伯语：مسجد عمر بن الخطاب）位于耶路撒冷圣墓教堂南部庭院对面的医院区（Muristan）。637年耶路撒冷被阿布•乌拜达率领的穆斯林拉希登军队围困，耶路撒冷牧首 索法罗尼尤斯（圣沙福尼）拒绝向除哈里发奥马尔（579-644）本人以外者投降。于是奥马尔前往耶路撒冷接受投降。随后他参观圣墓教堂，索法罗尼尤斯邀请他到教堂内祈祷，被奥马尔拒绝，而是在教堂外的外院祈祷，那里被认为是大卫王祈祷的地方。这样就避免成为先例，从而危及圣墓教堂作为基督教堂的地位。
1193年，阿尤布王朝苏丹阿爾阿富坦爾为了纪念这次历史事件而兴建目前的奥马尔清真寺。其叫拜楼高15米，建于1465年之前，奥斯曼帝国苏丹阿卜杜勒-迈吉德一世（1839年至1860年）加以修复。

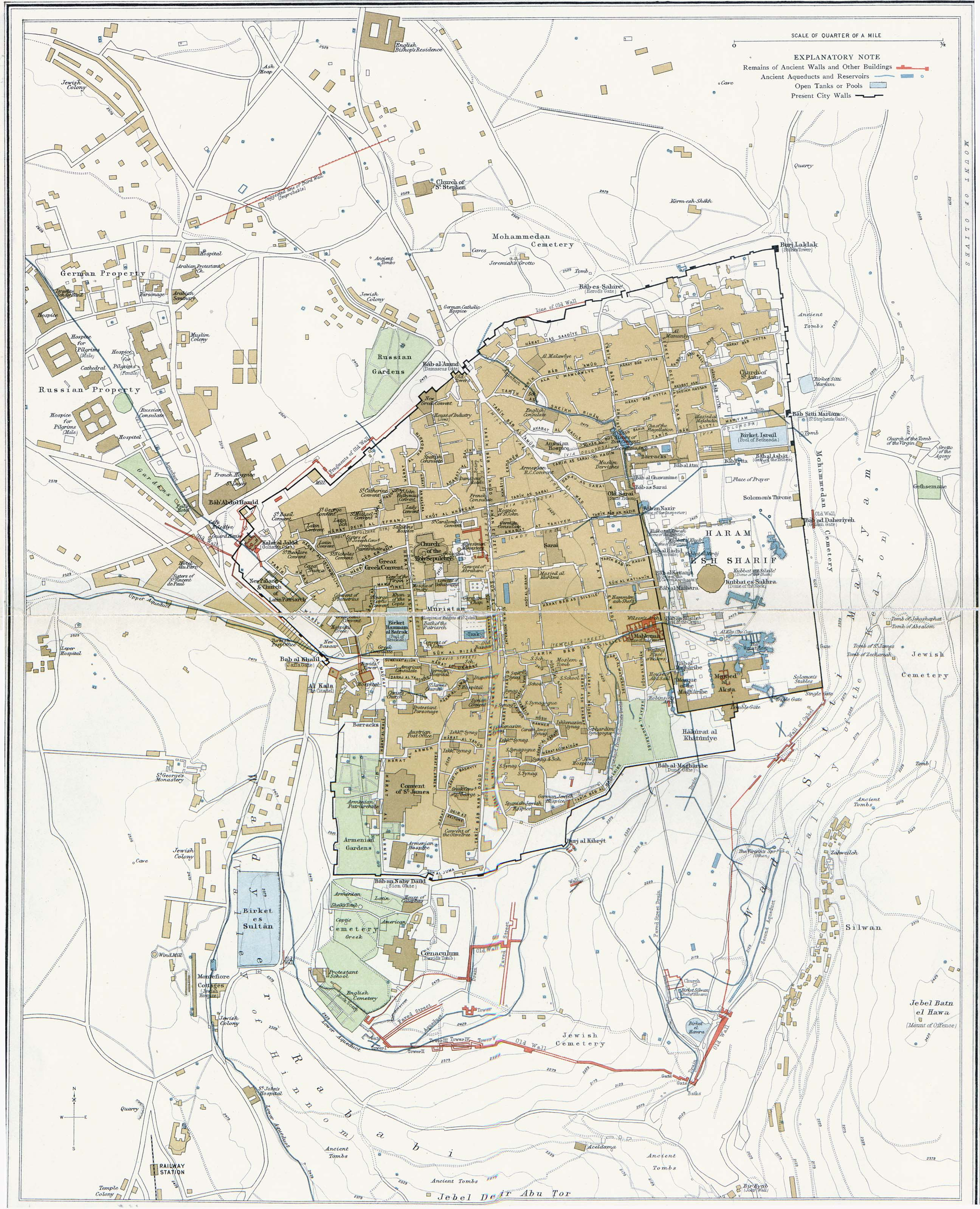
1915年的地图
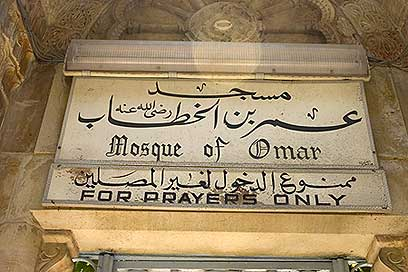
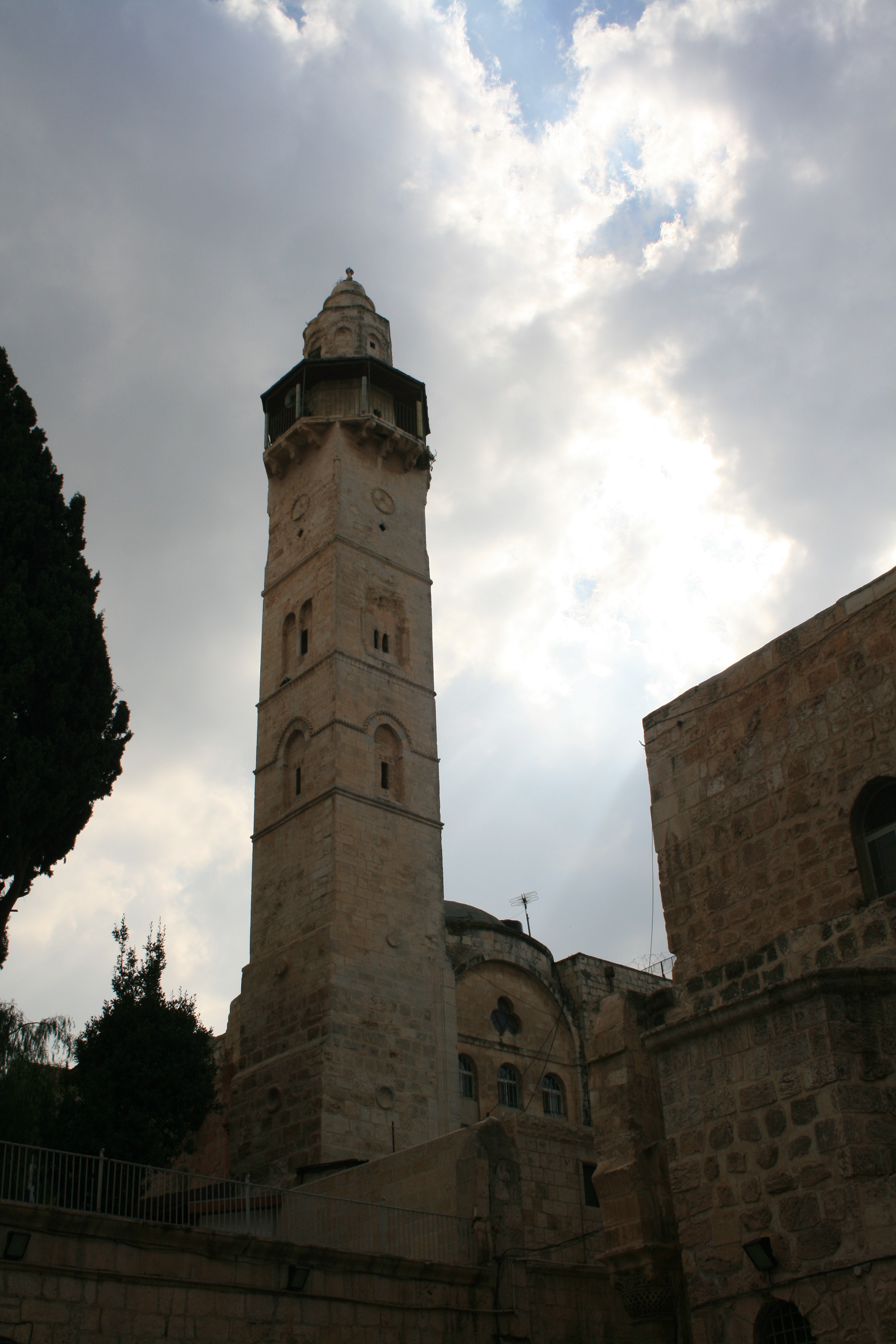
叫拜楼

31°46′40.21″N 35°13′46.52″E / 31.7778361°N 35.2295889°E